# Volley-ball aux Jeux panarabes de 1957
 (janvier 2012).
Si vous disposez d'ouvrages ou d'articles de référence ou si vous connaissez des sites web de qualité traitant du thème abordé ici, merci de compléter l'article en donnant les références utiles à sa vérifiabilité et en les liant à la section « Notes et références ».
Navigation
1965
Les épreuves de volley-ball des 2e Jeux panarabes de 1957 se déroulent du 12 au 27 octobre 1957 à Beyrouth.

## Formule de la compétition
Système du tournoi toutes rondes.

## Tournoi masculin

### Équipes présentes
| - Arabie saoudite - Irak - Liban - Libye - Syrie - Tunisie |

### Tour préliminaire
| # | Équipe          | Pts | J | G | P | SP | SC |
| 1 | Tunisie         | 10  | 5 | 5 | 0 | 15 | 0  |
| 2 | Liban           | 8   | 5 | 3 | 2 | 10 | 6  |
| 3 | Syrie           | 8   | 5 | 3 | 2 | 9  | 6  |
| 4 | Libye           | 7   | 5 | 2 | 3 | 6  | 9  |
| 5 | Arabie saoudite | 6   | 5 | 1 | 4 | 4  | 12 |
| 6 | Irak            | 4   | 5 | 2 | 3 | 6  | 9  |

| Match                     | Résultat |
| ------------------------- | -------- |
| Tunisie - Arabie saoudite | 3-0      |
| Irak - Libye              | 3-0      |
| Liban - Syrie             | 1-3      |
| Irak - Syrie              | 3-0      |
| Tunisie - Liban           | 3-1      |
| Arabie saoudite - Libye   | 1-3      |
| Tunisie - Syrie           | 3-0      |
| Liban - Libye             | 3-0      |
| Arabie saoudite - Irak    | 3-F      |
| Liban - Arabie saoudite   | 3-0      |
| Syrie - Libye             | 3-0      |
| Tunisie - Libye           | 3-0      |
| Irak - Liban              | F-3      |
| Arabie saoudite - Syrie   | 0-3      |
| Tunisie - Irak            | 3-F      |

## Classements
| Place              | Équipe          |
| ------------------ | --------------- |
| Médaille d'or      | Tunisie         |
| Médaille d'argent  | Liban           |
| Médaille de bronze | Syrie           |
| 4                  | Libye           |
| 5                  | Arabie saoudite |
| 6                  | Irak            |